# JSR
JSR株式会社（ジェイエスアール、英: JSR Corporation）は、日本の化学メーカーである。
1957年（昭和32年）、合成ゴムの国産化を目指して政府および関連民間企業の出資によって設立された国策会社・日本合成ゴム株式会社を前身とする。

1969年（昭和44年）に完全民営化し、事業の多角化を進める。
創立40周年を迎えた1997年（平成9年）、現社名（日本合成ゴム株式会社の英文社名 Japan Synthetic Rubber Co.,Ltd.に由来）に商号変更した。
高分子化学分野で培った研究開発力を活かして技術革新を進め、ファインケミカル、ライフサイエンスを第二、第三の収益柱としている。信越化学、日東電工と並び、化学業界屈指の高収益企業である。
企業理念は "Materials Innovation"。

## 概要
石油化学系材料ではなく、半導体系材料や液晶表示系材料などの情報電子材料に注力し、収益を伸ばしている。液晶ディスプレイ（LCD）用材料で世界トップシェアの製品が数種あるほか、半導体関連ではフォトリソグラフィ工程に用いるフォトレジストが世界トップ、シリコンウェハーを加工するCMP（化学機械研磨）工程に用いるCMPスラリー、CMPパッドも新たな収益源に成長しつつある。また、優れた光学特性を有する合成樹脂を開発し、光ファイバー用コーティング材や光学接着剤、透明樹脂などでも高いシェアを持つ。
2006年（平成18年）1月には本田技研工業との燃料電池用材料共同開発の進展を発表、同年2月には米IBMとの半導体製造技術共同研究による最先端の成果を発表するなど、次代の材料開発を推進し、2017（平成29）年度にはライフサイエンス分野を収益の柱と位置付けている。

## 拠点
- 本社 : 東京
- ブランチ：名古屋
- 工場：四日市、千葉
- 研究所：四日市研究センター（ディスプレイソリューション研究所・精密電子研究所・先端材料研究所・エッジコンピューティング研究所）、RD テクノロジー・デジタル変革センター（含む、東京本郷：JSR・東京大学協創拠点CURIE）、筑波研究所、東京信濃町（JSR・慶應義塾大学医学化学イノベーションセンター）、福岡（近畿大学分子工学研究所－JSR機能材料リサーチセンター）
- 海外：カリフォルニア（シリコンバレー、サンディエゴ）・シカゴ・デトロイト・シンシナティ・オハイオ・ダーラム・コロラド・ボストン・オレゴン・テキサス・インディアナポリス・ルイジアナ（アメリカ）、メキシコ、ルーバン（ベルギー）、ワリセレン（スイス）、デュッセルドルフ（ドイツ）、ラフバラー（イギリス）、ソウル・オーチャン（韓国）、台北・虎尾・新竹（台湾）、香港、北京・上海・天津（中国）、シンガポール、インド、ハノイ（ベトナム）など約50ヶ所

## 沿革
- 1957年（昭和32年）12月10日 - 合成ゴム製造事業特別措置法により日本合成ゴム株式会社設立。
- 1958年（昭和33年）4月 - 日本合成ゴム株式会社に関する臨時措置に関する法律が公布。
- 1960年（昭和35年）4月 - 四日市工場（三重県四日市市）稼動開始、合成ゴム生産開始。
- 1961年（昭和36年）3月 - 合成ゴムラテックス生産開始。
- 1964年（昭和39年）10月 - 合成樹脂生産開始。
- 1968年（昭和43年）4月 - 千葉工場（千葉県市原市）稼動開始。
- 1969年（昭和44年）4月 - 日本合成ゴム株式会社に関する臨時措置に関する法律を廃止する法律により民営化。
- 1970年（昭和45年）10月 - 株式を東証2部・大証2部に上場。
- 1971年（昭和46年）
  - 1月 - 鹿島工場（茨城県鹿島郡神栖町、現・神栖市）稼動開始。
  - 8月 - 株式を東証1部・大証1部に指定替え。
- 1979年（昭和54年）4月 - フォトレジスト販売開始。
- 1984年（昭和59年）4月 - 光ファイバーコーティング材料販売開始。
- 1987年（昭和63年）3月 - 液晶ディスプレイ（LCD）材料販売開始。
- 1989年（平成元年）4月 - 筑波研究所（茨城県つくば市）完成。
- 1997年（平成9年）12月10日 - 商号をジェイエスアール株式会社に変更。
- 1998年（平成10年） - 四日市工場がISO14001登録認証取得。
- 1999年（平成11年） - 千葉工場・鹿島工場がISO14001登録認証取得。
- 2002年（平成14年） - 中期計画「JSRevolution」をスタート。
- 2004年（平成16年）10月 - 韓国の液晶ディスプレイ材料工場（JSR Micro Korea Co.,Ltd）が竣工し、商業生産を開始。
- 2006年（平成18年）
  - 1月 - 燃料電池用電解質膜の開発に成功。
  - 4月 - セイコーエプソンと共同で、液体プロセスによる高品質なシリコン膜の形成に成功。
- 2007年（平成19年）
  - 3月 - 四日市地区に研修センターを建設。企業スローガン『可能にする、化学を。』を制定。「近畿大学分子工学研究所－JSR機能材料リサーチセンター」が完成。
  - 7月 - JMエナジー株式会社を合弁会社として設立。
- 2008年（平成20年）
  - 5月 - JMエナジーを完全子会社化。
  - 9月 - シンガポール駐在員事務所開設。
- 2009年（平成21年）3月 - テクノポリマー株式会社を完全子会社化。
- 2011年（平成23年）12月 - 合弁会社「捷和泰（北京）生物科技有限公司」を設立。
- 2012年（平成24年）
  - 1月 - JMエナジーのリチウムイオンキャパシタ「ULTIMO」が、中部電力・明電舎共同開発の「リチウムイオンキャパシタ式短時間停電補償装置」に採用。
  - 2月 - 台湾でも液晶ディスプレイ用材料の研究開発センターが稼働開始。メディカル事業会社・JSRライフサイエンス株式会社を設立。
- 2013年（平成25年）
  - 2月 - エラストミックスがPT. Prospect Motorとの間で合弁会社のPT. ELASTOMIX INDONESIAを設立。
  - 3月 - 株式会社医学生物学研究所と資本業務提携契約を締結。持分法適用関連会社化。
- 2015年（平成27年）
  - 3月 - 株式公開買付けにより、医学生物学研究所に対する出資比率を引き上げ。米国バイオ医薬品開発・製造受託会社KBI Biopharma Inc.を産業革新機構・シミックホールディングスと共同で買収。
  - 10月 - 医学生物学研究所を連結子会社化。
  - 12月 - 日本アイ・ビー・エム、千住金属工業と300mmウェハ対応の半導体高密度実装用バンプ形成技術Injection Molded Solderを開発。
- 2016年（平成28年）
  - 2月 - ベルギーIMECとEUVリソグラフィ用フォトレジスト製造合弁会社EUV Resist Manufacturing & Qualification Center N.V.を設立。
  - 8月 - 全日本空輸等と3Dプリント義足を共同開発。
  - 9月 - 米国の3Dプリンティング技術会社であるCarbon 3D, Inc.に出資。
  - 12月 - 株式会社ジーンテクノサイエンスと資本業務提携で合意。
- 2017年（平成29年）
  - 6月 - 先進的細胞株構築受託会社Selexis SA（スイス）買収。
  - 7月 - 医療3Dソフトウェア会社の株式会社レキシーを買収
  - 11月 - JSR・慶應義塾大学医学化学イノベーションセンター開設。
  - 12月 - Crown Bioscience International（米国）買収。
- 2019年（平成31年）1月 - 北米統括会社JSR North America Holdings, Inc.及びライフサイエンス事業統括会社JSR Life Sciences, LLCを設立。
- 2021年（令和3年）
  - 1月 - 株式会社医学生物学研究所を完全子会社化。
  - 5月11日 - ENEOSとの間で、当社のエラストマー事業売却に関する契約締結を発表[4]。
  - 10月 - EUV（極端紫外線）フォトレジスト会社Inpria Corporation（米国）を買収。JSR Electronic Materials Singapore Pte. Ltd.設立
- 2022年（令和4年）4月1日 - エラストマー事業の会社分割とENEOSへの株式譲渡を完了（分割会社はENEOSマテリアルへ商号変更のうえ、事業を開始）。
- 2024年（令和6年）
  - 3月19日 - 同日から同年4月16日までの間、産業革新投資機構（JIC）が完全子会社化を目的とする株式公開買付け（TOB）を実施[5]。
  - 4月23日 - JIC傘下のファンドがJICC-02株式会社を通じ議決権所有割合ベースで84.36%の株式を取得[6][7]。
  - 6月25日 - 東京証券取引所プライム市場上場廃止[1]。
  - 6月27日 - 株式併合によりJICC-02株式会社の完全子会社となる[1]。

## 事業内容

### 半導体材料事業
- 半導体用フォトレジスト
- インターコネクト材料
- 塗布型Low-k材料
- CMP材料
- 厚膜加工用フォトレジスト
- 感光性絶縁材料、等

### ディスプレイ材料事業
- LCD用途：液晶配向膜、耐熱透明保護膜、着色レジスト、感光性スペーサーなど
- 新規FPD材料：　硬化型コート材
- 有機エレクトロルミネッセンス (OLED) ディスプレイ用材料
- タッチパネル用材料
- 光学フィルム用材料　等

### エッジコンピューティング事業
- 耐熱透明樹脂
- 機能性フィルム
- 高機能紫外線硬化樹脂（光ファイバーコート材など）
- 光造型システム
- 光成形、等

### ライフサイエンス事業
- 診断・研究試薬および同材料
- バイオプロセス材料
- バイオプロセス開発・製造受託

### 蓄電デバイス事業
- リチウムイオンキャパシタ

### 合成樹脂事業
- ABS樹脂（車両、OA機器、家電など）
- AES樹脂（自動車部品、屋外使用機器、園芸用品、建材など）
- AS樹脂
- ASA樹脂
- ポリオレフィン系樹脂複合化バイオ樹脂、等

## 主な関連企業

### 日本国内
- テクノUMG株式会社 - ABS樹脂国内シェア1位
- JMエナジー株式会社
- JSRライフサイエンス株式会社
- 日本カラリング株式会社
- JSRマイクロ九州株式会社
- JSRオプテック筑波株式会社
- 株式会社ディーメック
- 東部ブタジエン株式会社 – 住友化学とのブタジエン事業合弁会社（50％出資）
- 日本特殊コーティング株式会社 - 蘭DSMとの光ファイバー用コーティング材事業合弁会社（50%出資）
- 株式会社トリケミカル研究所
- SCIVAXライフサイエンス株式会社
- シミックJSRバイオロジックス株式会社
- 株式会社医学生物学研究所
- 株式会社聖路加医学生物学研究所 - 聖路加財団と医学生物学研究所との臨床検査及び研究・治験受託サービス事業合弁会社
- 株式会社イーテック
- JSRロジスティクス＆カスタマーセンター株式会社
- ジェイトランス株式会社
- JSRビジネスサービス株式会社
- JNシステムパートナーズ株式会社
- 株式会社サイクレックス
- 株式会社抗体研究所
- JSR Active Innovation Fund合同会社
- エムビーエルベンチャーキャピタル株式会社
- G&Gサイエンス株式会社
- 株式会社グライエンス
- 株式会社新組織科学研究所
- 株式会社ライフテック
- 株式会社食の科学舎
- 株式会社GEL-Design
- Integrated DNA Technologies MBL 株式会社
- 株式会社Oncomics
- 株式会社クロモリサーチ
- 株式会社レキシー
- 株式会社護光商会

### 日本国外
- JSR North America Holdings, Inc. (米国)
- JSR (Shanghai) Co., Ltd.
- JSR Micro, Inc.（米国）
- JSR Micro N.V.（ベルギー）
- JSR Micro Korea Co., Ltd.
- JSR Micro Taiwan Co., Ltd.
- JSR Micro (Changshu) Co., Ltd.
- JSR Trading Bangkok Co., Ltd.
- JSR Trading (Shanghai) Co., Ltd.
- JSR Trading Vietnam Co., Ltd.
- JSRT México S.A. de C.V.
- JSR Elastomer America, Inc.（米国）
- JSR Elastomer Korea Co., Ltd.
- JSR Elastomer Europe GmbH（ドイツ）
- JSR Elastomer India Private Limited
- Techno-UMG America, Inc.（米国）
- Techno-UMG Hong Kong Co., Ltd.
- Techno-UMG ASIA Co., Ltd.（タイ）
- Techno-UMG Europe GmbH（ドイツ）
- Techno-UMG Shanghai Co., Ltd. (中国)
- Techno-UMG Shanghai Technical Center Co., Ltd. (中国)
- Techno-UMG Guangzhou Co., Ltd. (中国)
- PT. Techno UMG Indonesia
- Techno Europe N.V.（ベルギー）
- Elastomix (Thailand) Co., Ltd.
- Elastomix Mexico S.A. de C.V.
- PT. Elastomix Indonesia
- JSR Electronic Materials Korea Co., Ltd.
- JSR Electronic Materials Singapore Pte. Ltd.
- EUV Resist Manufacturing & Qualification Center N.V.（ベルギー）
- Inpria Corporation（米国）
- JSR Life Sciences, LLC (米国)
- KBI Biopharma, Inc.（米国）
- SCIVAX USA, Inc.（米国）
- MBL International Corporation（米国）
- Ribonomics Inc.（米国）
- BION Enterprises, Ltd.（米国）
- Selexis S.A. （スイス）
- Crown Bioscience International (米国）
- 捷和泰（北京）生物科技有限公司
- 日密科偲橡膠（仏山）有限公司
- 上海虹彩塑料有限公司
- 上海立馳高化工有限公司
- 大科能樹脂（上海）有限公司
- 大科能樹脂（上海）技術発展有限公司
- 広州大科能樹脂有限公司
- 天津国成橡膠工業有限公司
- 錦湖ポリケム株式会社 - 韓国錦湖石油化学とのEPゴム事業合弁会社（50%出資）
- 北京博爾邁生物技術有限公司 (MBL Beijing Biotech Co., Ltd.)
- 恩碧楽（杭州）生物科技有限公司 (MBL Hangzhou Biotech Co., Ltd.)